# Dukku
Dukku est une zone de gouvernement local de l'État de Gombe au Nigeria,. C'est un royaume traditionnel fondé au XVIIe siècle et un émirat depuis 2001.

## Liste des Laamɓe Dukku (émir depuis 2001)
1. Sammbo Geno ɓii Arɗo Abdu
2. Demmbo Dugge ɓii Idrisa
3. Muhammadu Gaaɓɗo ɓii Geno
4. Gorki ɓii Demmbo
5. Muhammadu Bello ɓii Gaaɓɗo
6. Yakubu ɓii Gaaɓɗo
7. Adamu ɓii Gorki
8. Adamu Dagaari ɓii Gaaɓɗo
9. Usmanu ɓii Gaaɓɗo II
10. Jibir ɓii Gorki
11. Sulaimanu Ankwai ɓii Gaaɓɗo
12. Adamu ɓii Sulaimanu
13. Sammbo Ñaande ɓii Jibir
14. Haruna Rashidu ɓii Yakubu Ier
15. Usmanu ɓii Tafida Baaba II
16. Abdulkadir Haruna Rashid, 1er émir (décédé le 24 décembre 2012)
17. Alhaji Haruna Abdulkadiri Rashid II (depuis le 24 décembre 2012)

## Source
- (en) Cet article est partiellement ou en totalité issu de l’article de Wikipédia en anglais intitulé « Dukku » (voir la liste des auteurs).